# Boarmia aganopa
Boarmia aganopa är en fjärilsart som beskrevs av Edward Meyrick 1892. Boarmia aganopa ingår i släktet Boarmia och familjen mätare. Inga underarter finns listade i Catalogue of Life.